# Der Tunnel (1933)
Der Tunnel ist ein deutsch-französischer Science-Fiction-Film aus dem Jahr 1933, der auf dem 1913 erschienenen Roman Der Tunnel von Bernhard Kellermann basiert. Der Schwarz-Weiß-Film schildert die Ereignisse um den 15 Jahre dauernden Bau eines Tunnels, der Amerika und Europa verbinden soll.

## Handlung
Mac Allan, ein Ingenieur mit Visionen, plant Gewaltiges: Ein Tunnel, der 4000 Meter unter der Erde liegt, soll Europa und Amerika verbinden. Um seine Vision Wirklichkeit werden zu lassen, sucht Allan Geldgeber. Verschiedene Wall-Street-Größen werden überzeugt und man bringt die riesigen Geldsummen auf. Das Projekt soll in einem Zeitraum von 15 Jahren fertiggestellt werden. Allan übernimmt die Leitung und zunächst kommt der Tunnelbau recht schnell voran. Ein Problem tut sich auf, als ein unterirdischer Sumpf angebohrt wird, der den Tunnel zum Einsturz bringt.
Woolf, der Präsident des geldgebenden Syndikats, hält seine Chance für gekommen, den Weiterbau des Tunnels zu verhindern. Für ihn ist der Tunnel nur ein Objekt für Börsenspekulationen. Woolf hetzt die Tunnelarbeiter durch einen Agitator zum Streik auf, aber mit einer heroischen Rede bringt Allan sie dazu, weiterzumachen.
Woolf, der durch seine Spekulationen alles zu verlieren droht, greift nun zum Äußersten. Er heuert einen Saboteur an, der den Tunnel sprengt. Dem Anschlag fallen 200 Arbeiter und Mary Allan zum Opfer. Mac Allan will nun, tief getroffen, den Tunnelbau aufgeben. Woolf sieht sich fast am Ziel, doch Hobby, der Sprengmeister, ein alter Freund Allans, überzeugt den Ingenieur davon, weiterzumachen. Allan, nun fest dazu entschlossen, sein Lebenswerk zu vollenden, geht mit neuem Elan an die Arbeit. Woolf, der nun alles verloren hat, begeht Selbstmord.
Endlich, nach 15 Jahren, ist es soweit: Der Tunnel ist fertig, eine Verbindung zwischen Europa und Amerika ist geschaffen. Die Arbeiter aus Europa und Amerika schütteln sich im Tunnel die Hände.

## Produktionsnotizen
Der Film wurde gemeinsam von Vandor-Film (Paris) und Bavaria-Film AG (München) produziert. Gedreht wurde von Ende Juli bis September 1933 im Bavaria-Atelier München-Geiselgasteig. Die Außenaufnahmen entstanden in der Lokomotiven- und Maschinenfabrik J.A. Maffei.
Gleichzeitig entstand die französischsprachige Version Le tunnel mit demselben technischen Team und einer weitgehend anderen Schauspieler-Besetzung.
Der Film kam am 27. Oktober 1933 in mehreren Städten in die deutschen Kinos. Bei der Aufführung im Berliner Capitol am 3. November 1933 handelt es sich nicht um die Uraufführung. Im Fernsehen wurde Der Tunnel zuerst am 5. Oktober 1964 im DFF und am 19. Mai 1968 im NDR gezeigt.

## Kritiken
„In großer Besetzung spielt sich die heute noch spannende Geschichte einer Untertunnelung des Atlantiks ab, die ein fanatischer Ingenieur gegen Sabotageakte durchsetzt. Filmhistorisch interessant, in seiner Aussage von allzu pathetischem Fortschrittsoptimismus geprägt.“